# Nasirnagar
Nasirnagar är ett underdistrikt i Bangladesh. Det ligger i den centrala delen av landet, 100 km nordost om huvudstaden Dhaka.
Trakten runt Nasirnagar består till största delen av jordbruksmark. Runt Nasirnagar är det mycket tätbefolkat, med 1 018 invånare per kvadratkilometer.